# غاي تواندوبا
غاي روجر تواندوبا (بالفرنسية: Guy Roger Toindouba)‏ (14 أبريل 1988 بغاروا في الكاميرون - ) هو لاعب كرة قدم كاميروني في مركز الوسط لعب سابقاً في نادي نجران .

## وصلات خارجية
- غاي تواندوبا على موقع اتحاد تركيا (لاعب) (الإنجليزية)
- غاي تواندوبا على موقع قاعدة بيانات كرة القدم.إي يو (الإنجليزية)
- غاي تواندوبا على موقع Soccerway.com (الإنجليزية)
- غاي تواندوبا على موقع عالم كرة القدم.نت (الإنجليزية)

غاي تواندوبا